# Lorenza Izzo
Lorenza Francesca Izzo Parsons (Santiago del Cile, 19 settembre 1989) è un'attrice e modella cilena.

## Biografia
Di origini italiane da parte del padre e figlia della modella Rosita Parson, ha intrapreso pure lei la medesima carriera insieme alla sorella minore Clara, e ha studiato all'Universidad de los Andes. Si trasferisce ad Atlanta insieme al padre, per poi andare a New York per studiare recitazione. Nel 2011 viene invitata alla settimana della moda a San Paolo, dove conosce Gisele Bündchen e diventa il nuovo volto dell'impresa della moda Colcci.
Nel 2013 ottiene il ruolo di protagonista nel film The Green Inferno, mentre nel 2015 recita insieme a Keanu Reeves in Knock Knock. Interpreta nel 2016 la parte di Pilar Herrera nella serie AMC Feed the Beast che però viene cancellata dopo una sola stagione. Otterrà una parte nell'horror Holidays inoltre nel 2018 recita insieme a Jack Black e Cate Blanchett nel film Il mistero della casa del tempo e, sempre nello stesso anno, prenderà parte a La vita in un attimo, un film di Dan Fogelman.

### Vita privata
L'8 novembre 2014 sposa il regista Eli Roth, ma nel luglio 2018 la coppia annuncia il divorzio.

## Filmografia

### Cinema
- Qué pena tu boda, regia di Nicolás López (2011)
- Qué pena tu familia, regia di Nicolás López (2012)
- Aftershock, regia di Nicolás López (2012)
- Instrucciones Para Mi Funeral, regia di Sebastián Radic (2012)
- The Green Inferno, regia di Eli Roth (2013)
- The Stranger, regia di Guillermo Amoedo (2014)
- Sex Ed, regia di Isaac Feder (2014)
- Knock Knock, regia di Eli Roth (2015)
- Holidays, registi vari (2016)
- Il mistero della casa del tempo (The House with a Clock in Its Walls), regia di Eli Roth (2018)
- La vita in un attimo (Life Itself), regia di Dan Fogelman (2018)
- C'era una volta a... Hollywood (Once Upon a Time in... Hollywood), regia di Quentin Tarantino (2019)
- Where We Go from Here, regia di Anthony Meindl (2019)
- Women Is Losers, regia di Lissette Feliciano (2021)
- The Aviary, regia di Jennifer Raite e Chris Cullari (2021)
- Confess, Fletch, regia di Greg Mottola (2022)

### Televisione
- Hemlock Grove - serie TV, episodi 1x1 e 1x8 (2013)
- I Am Victor, regia di Jo Nesbø e Mark Goffman - film TV (2013)
- Feed the Beast - serie TV, 10 episodi (2016)
- Dimension 404 - serie TV, episodio 1x06 (2017)
- Casual - serie TV, 6 episodi (2018)
- Penny Dreadful: City of Angels - serie TV, 5 episodi (2020)
- Hacks – serie TV episodi 1x3, 1x9 e 2x7 (2021)
- Panhandle – serie TV 8 episodi (2022)

## Doppiatrici italiane
Nelle versioni in italiano delle opere in cui ha recitato, Lorenza Izzo è stata doppiata da:
- Valentina Favazza in  Knock Knock, Il mistero della casa del tempo, La vita in un attimo
- Francesca Manicone in The Green Inferno
- Gea Riva in Feed the Beast
- Alessia Rubini in C'era una volta a... Hollywood
- Perla Liberatori in Afterschock